# Siahap
Siahap is een bestuurslaag in het regentschap Serdang Bedagai van de provincie Noord-Sumatra, Indonesië. Siahap telt 588 inwoners (volkstelling 2010).